# Altaf Hussain
Pour les articles homonymes, voir Hussain.
Altaf Hussain (en ourdou : الطاف حسین), né le 17 septembre 1953 à Karachi, est un homme politique pakistanais possédant également la nationalité britannique. Dirigeant du Mouvement Muttahida Qaumi depuis 1984, il est le plus important précurseur dans la défense des intérêts de sa propre communauté, les Mohajirs, majoritaire dans sa ville natale, Karachi, plus grande ville du pays.
Il a fondé et dirige depuis 1984 le Mouvement Muttahida Qaumi qui domine dès la fin des années 1980 la ville et se place souvent comme la troisième ou quatrième force politique du pays. Il est cela dit une personnalité polémique, dans le cadre des affrontements communautaires et politiques qui touchent sa ville. Depuis une tentative d'assassinat en 1992, il est exilé à Londres et continue de diriger son parti depuis le Royaume-Uni.

## Biographie

### Jeunesse et éducation
Altaf Hussain est né le 17 septembre 1953 à Karachi, ville la plus importante du pays et capitale du Sind. Il est issu d'une famille de la classe moyenne originaire d'Agra, situé dans l'actuelle Inde, qui a émigré à la suite de la partition. Cette population émigrée d'Inde et parlant ourdou a ensuite formé une communauté, considérée comme un groupe ethnique en tant que tel au Pakistan, appelée Mohajirs et vivant principalement à Karachi et Hyderabad.
Altef Hussain est diplômé de l'Islamia Science College de Karachi en 1974 et étudie la pharmaceutique à l'université de Karachi, et en sort diplômé en 1979,.

### Carrière politique

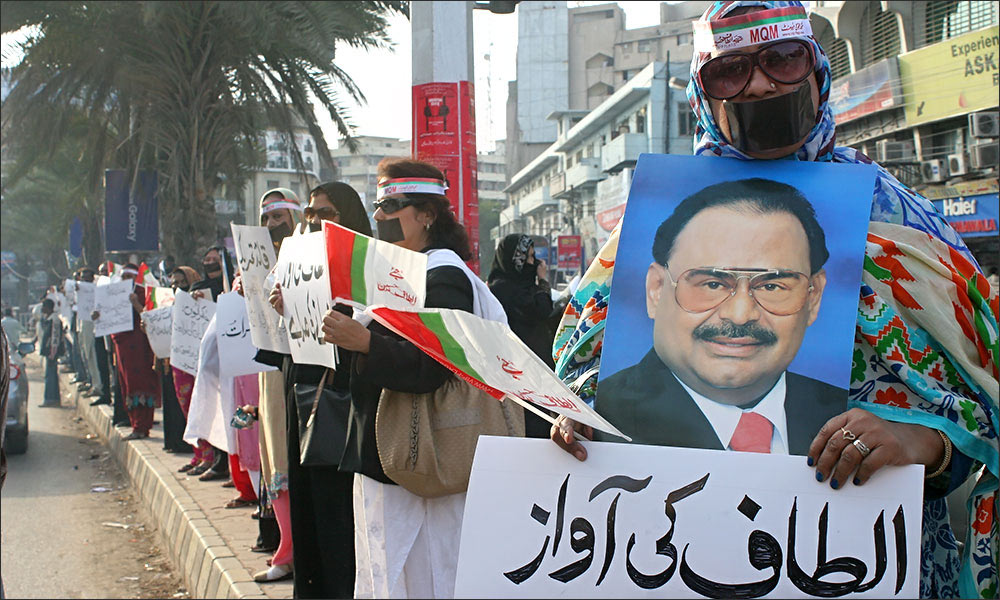
Manifestants du MQM brandissant un portrait d'Altaf Hussain, en 2016.

En 1978, Altaf Hussain créé la All Pakistan Mohajir Students Organisation, association étudiante représentant les Mohajirs, alors qu'il est âgé de 25 ans, et remporte un succès dès les élections universitaires en 1980,. En 1984 est créé le Mohajir Qaumi Movement (MQM), dont Altaf Hussain prend la tête dès l'année suivante.
Son parti politique remporte un premier succès national lors des élections législatives de 1988, et devient la première force politique de la ville, puis lors des élections législatives de 1990 obtient un score record de 71 % des voix à Karachi. Le MQM est alors impliqué au premier plan dans les violences communautaires et politiques qui agitent la ville, et ses membres sont largement accusés d'être armés, comme de nombreux autres groupes qui se livrent une « guerre » pour le contrôle de la ville. C'est dans ce contexte que Hussain devient une figure très controversée, ses opposants et rivaux l'accusant de pratiquer meurtres et tortures dans la ville.
Victime d'une tentative d'assassinat le 21 décembre 1991, il est blessé puis quitte le pays le 1er janvier et s'installe à Londres où il continue de diriger son parti, apparaissant lors de rassemblements politique par vidéoconférence. Plus tard dans l'année, son parti est victime d'une opération militaire dans la ville visant à rétablir l'ordre, puis se retire en 1994. La période allant de 1992 à 1995 est ainsi la plus violente, durant laquelle les frères et neveux de Altaf Hussain sont assassinés. Sa résidence à Karachi est devenu ensuite le quartier-général du MQM, baptisé Nine-zero.
En 2013, à la suite des élections législatives du 11 mai où son parti est accusé par ses opposants de bourrage d'urnes à Karachi, des partisans du Mouvement du Pakistan pour la justice manifestent contre le MQM. Altaf Hussain déclare alors « je ne veux pas me battre, sans quoi mon peuple aurait déjà transformé les symboliques Teen Talwar en réelles épées sur mon ordre », paroles qui sont interprétées par ses opposants comme une menace. Quelques jours plus tard, Zahra Shahid, vice-présidente du mouvement pour la justice, est assassinée le 19 mai à Karachi, à la suite de quoi Imran Khan accuse le MQM et Altaf Hussain d'en être directement responsables. Ce dernier a cependant démenti et condamné l'assassinat.
En 2016, Altaf Hussain subit de nombreuses défections au sein de ses troupes alors que les tensions avec l'armée pakistanaise atteignent un nouveau sommet, étant notamment accusé de discours anti-Pakistan et d'incitation à la violence. Pour sa part, Altaf Hussain accuse les rangers de l'armée d'exécutions extrajudiciaires de ses hommes. En mars 2016, l'ancien maire de Karachi Mustafa Kamal fonde un nouveau parti après avoir quitté le MQM et est soupçonné avoir le soutien des militaires. De même, le no 2 du MQM Farooq Sattar tente de prendre la direction du parti, créant ainsi une scission. Les deux hommes critiquent violemment leur ancien chef, l'accusant notamment d'avoir été lié aux services secrets indiens. Pour le général indien Kamal Jit Singh, les chefs de l'armée pakistanaise Raheel Sharif et Qamar Javed Bajwa ont orchestré ces divisions dans le but d'écarter Altaf Hussain de la vie politique,.
Altaf Hussain appelle ses sympathisants à boycotter les élections législatives de 2018, au cours desquelles son ancien parti va connaitre un échec historique. Ainsi, son appel au boycott a été en partie suivi alors que la participation chute à Karachi, à 40 % contre 55 % en 2013,.